# Декларация США об объявлении войны Германии (1941)

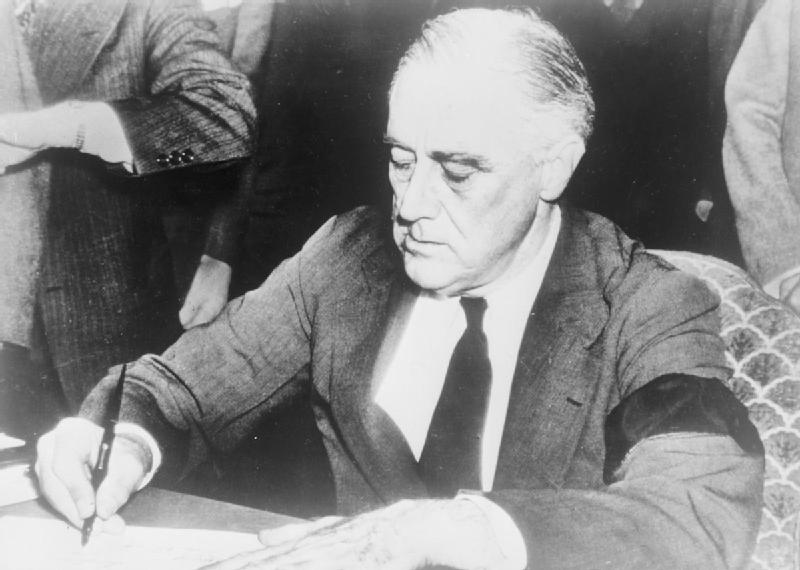
Всего за три дня до этого Рузвельт, подписав декларацию об объявлении войны Японии...

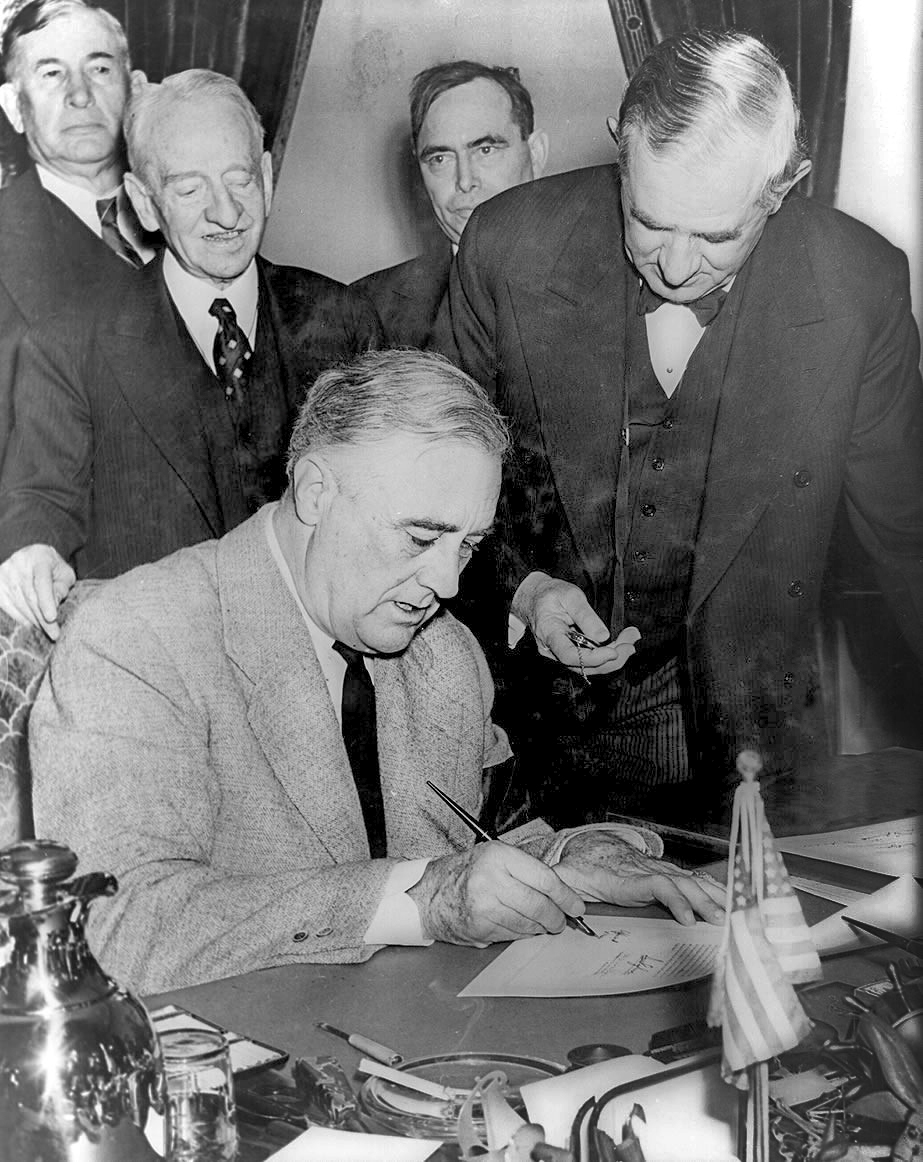
...подписывает декларацию об объявлении войны против нацистской Германии. Рядом с президентом с часами стоит сенатор Томас Конналли, фиксирующий точное время объявления войны.

Конгресс США объявил войну Германии 11 декабря 1941 года единогласным голосованием в Сенате (88 голосов «за») и Палате представителей (393 голоса «за») несколько часов спустя после того, как та заявила о наличии состояния войны с этой страной после недавней внезапной атаки сил Японской империи на базу Пёрл-Харбор.

## Текст документа
Семьдесят седьмой Конгресс Соединенных Штатов Америки;

На первом заседании, начатом и состоявшемся в городе Вашингтон в пятницу третьего января 1941 года.

СОВМЕСТНАЯ РЕЗОЛЮЦИЯ, провозглашающая наличие состояния войны между правительством Германии и правительством и народом Соединенных Штатов Америки и предусматривающая применение мер в связи с этим.

Принимая во внимание, что правительство Германии официально объявило войну правительству и народу Соединенных Штатов Америки: Сенатом и Палатой представителей Соединенных Штатов Америки в Конгрессе принято решение, что настоящим официально объявляется состояние войны между Соединенными Штатами и правительством Германии, которое, таким образом, было навязано Соединенным Штатам; президент настоящим уполномочен и поручает использовать все военно-морские и воздушные силы Соединенных Штатов и ресурсы правительства для ведения войны против правительства Германии, чтобы довести конфликт до успешного завершения, все ресурсы страны настоящим обязуются Конгрессом Соединенных Штатов

(Подпись) Сэм Рейберн, спикер Палаты представителей

(Подпись) Х.А. Уоллес, вице-президент Соединенных Штатов и председатель Сената

Утверждена 11 декабря 1941 года, в 15:05 по североамериканскому восточному времени.

(Подпись) Франклин Д. Рузвельт